# درازدندان
درازدندان(نام علمی: Lavanify miolaka) نام یک گونه از تیره جنوب‌آمریکائیان است.

## لغت‌نامه دهخدا
درازدندان . [ دِ دَ ] (ص مرکب) آنکه دندان دراز دارد. آنکه دندان درازتر از معتاد دارد. (یادداشت مرحوم دهخدا). أروق. (منتهی الارب): تشویک؛ درازدندان شدن شتر. (از منتهی الارب).